# Eggelstetten

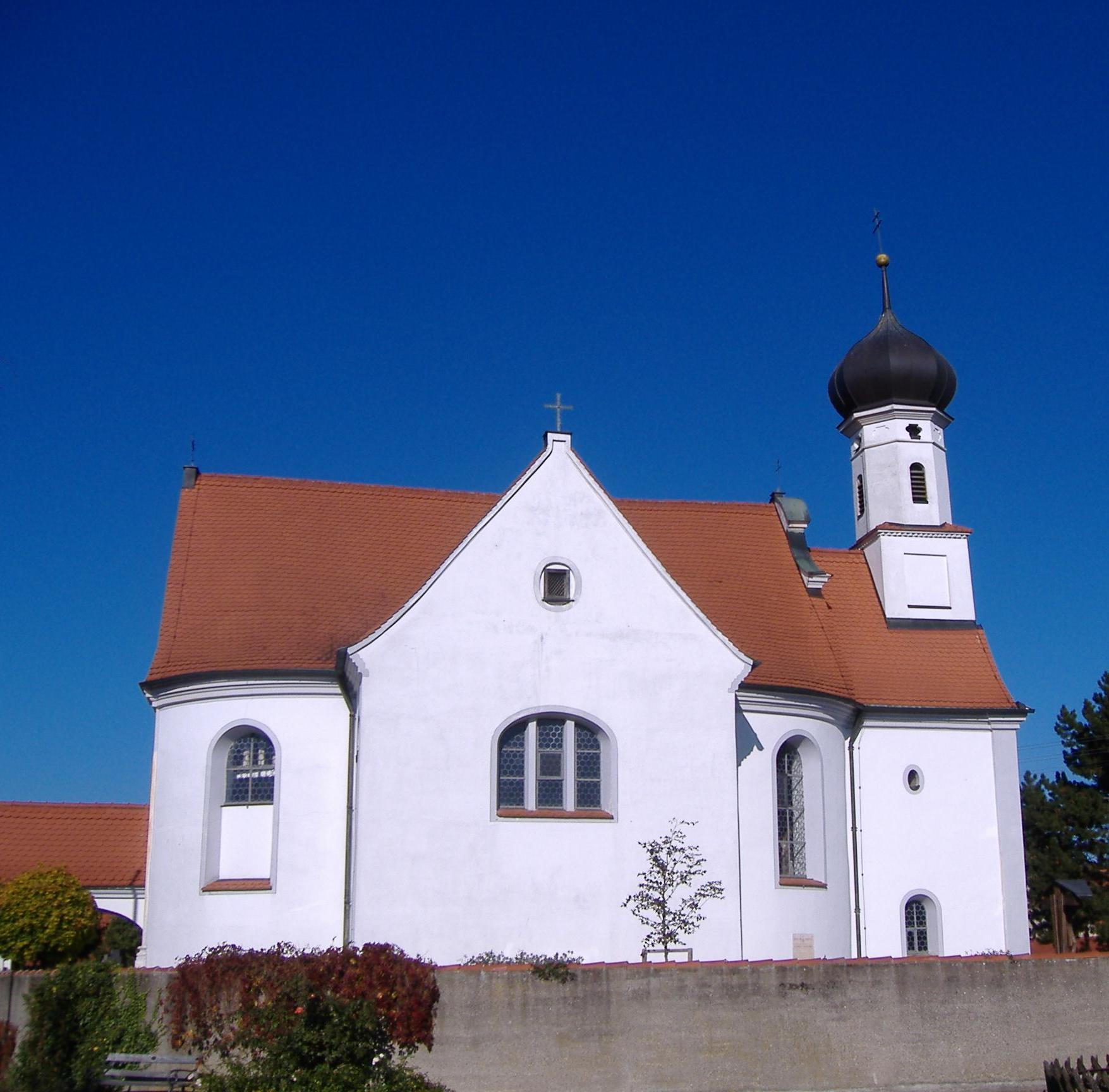
Südfront der Filialkirche Sankt Margareta

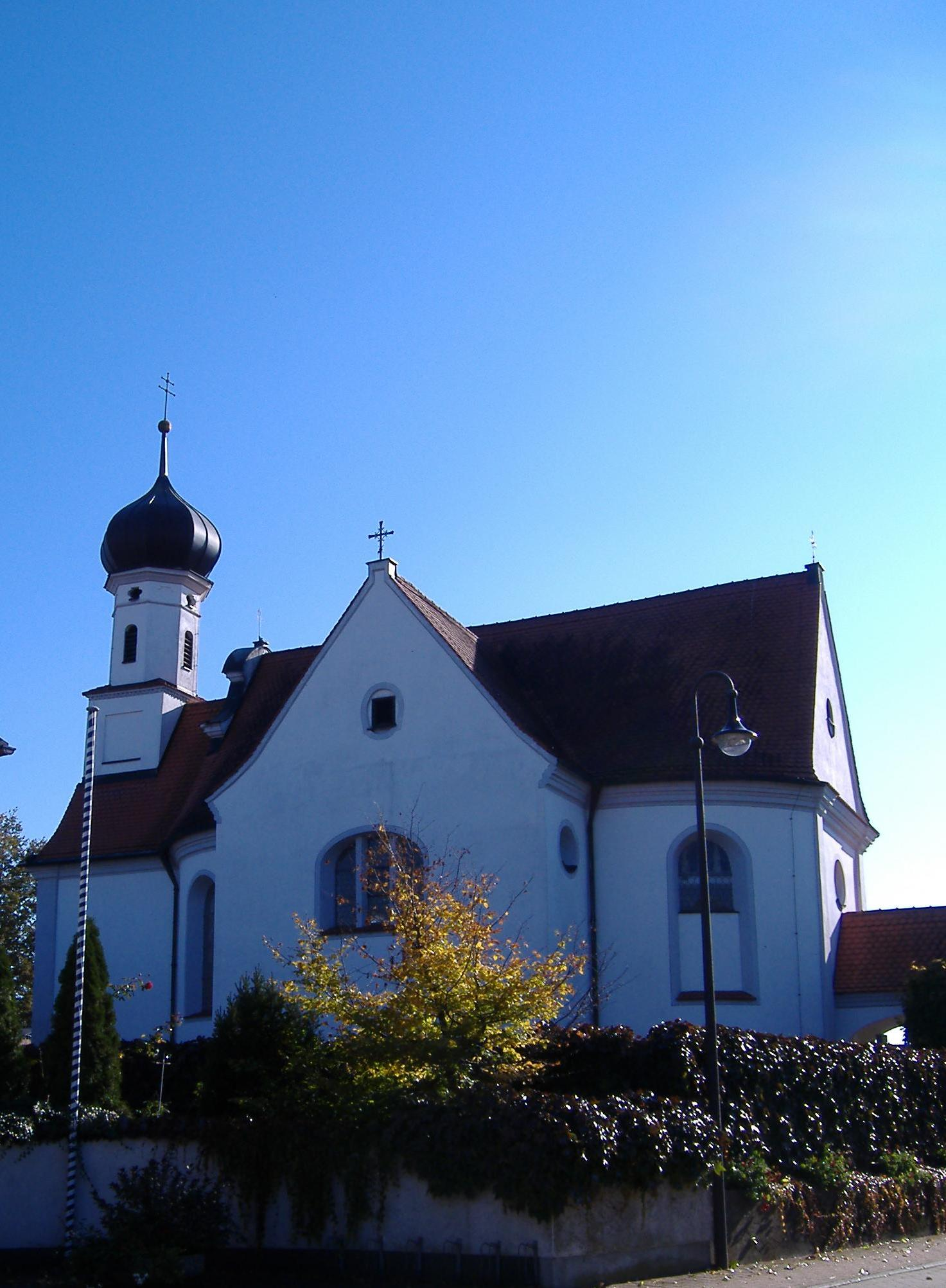
Nordseite der Filialkirche Sankt Margareta

Eggelstetten ist ein und Gemeindeteil der Gemeinde Oberndorf am Lech im Landkreis Donau-Ries (Regierungsbezirk Schwaben, Bayern). Zur Gemarkung Eggelstetten gehört das Kirchdorf Eggelstetten und das Dorf Flein.

## Ehemalige Gemeinde
Eggelstetten war bis zum 1. Juli 1972 eine Gemeinde im Landkreis Donauwörth und wurde an diesem Tag im Zuge der Gebietsreform in Bayern dem Landkreis Donau-Ries zugeschlagen, der bis zum 1. Mai 1973 die Bezeichnung Landkreis Nördlingen-Donauwörth trug. Am 1. Mai 1978 erfolgte die Eingliederung von Eggelstetten mit Flein in die Gemeinde Oberndorf am Lech.

## Kirche
Die katholische Filialkirche Sankt Margareta in Eggelstetten und die Ortschaft Flein gehören zur Pfarrei St. Nikolaus in Oberndorf am Lech.

## Verkehr
Eggelstetten liegt an der Kreisstraße DON 38, die von Asbach-Bäumenheim über Eggelstetten nach Oberndorf am Lech führt.